# Джаннатов, Мехди Рамазан оглы
Мехди Рамазан оглы Джаннатов (азерб. Mehdi Ramazan oğlu Cənnətov; 26 января 1992 года, Махачкала, Дагестан, Россия) — российский и азербайджанский футболист, вратарь «Сумгаит».

## Карьера

### Карьера в России
Мехди Джаннатов — воспитанник дагестанского футбола. В 2009 году выступал за любительский клуб «Махачкала». С 2010 года являлся игроком «Анжи». На счету голкипера 107 матчей в молодёжном первенстве России, 27 матчей во Втором дивизионе за «Анжи-2». 30 мая 2015 года в заключительном 34-м туре первенства ФНЛ на выезде против «Сахалина», Мехди дебютировал за главную команду «Анжи», заменив на 84-й минуте матча Александра Криворучко и оставил свои ворота в неприкосновенности. Джаннатов признавался лучшим вратарём Кубка ФНЛ 2015 года. На этом турнире провёл за «Анжи» четыре матча и отразил в общей сложности четыре пенальти. В начале июля 2016 года подписал новый, двухлетний контракт с «Анжи». С 2012 по 2016 годы был в заявке «Анжи» на 41 матчей (37 — РПЛ, 2 — Кубка России и 2 — Лиги Европы), но ни разу и не вышел на поле.
В середине августа 2016 года перешёл до конца сезона на правах аренды в калининградскую «Балтику». Не провёл ни одного матча за «Балтику».

### Карьера в Азербайджане
В начале марта 2017 года перешёл в азербайджанский «Сумгаит» и стал натурализованным игроком. 26 августа 2017 года дебютировал за «Сумгаит» в чемпионате Азербайджана, пропустив 3 мяча в выездном матче 3-го тура против клуба «Зиря».
11 ноября 2018 года в матче чемпионата Азербайджана против «Кешля» после удара по воротам Андре Кленнона забил автогол.
10 марта 2019 года в игре против «Нефтчи» на 77-й минуте был удален за грубый фол.
Дебютировал в еврокубках 27 августа 2020 года во встрече 1-го раунда квалификации Лиги Европы против северомакедонской «Шкендии». Игра закончилась поражением клуба Джаннатова со счётом 0:2.
С 1 июля 2021 года являлся игроком ФК «Зиря».
21 июля 2022 года сыграл матч в рамках квалификации Лиги Конференций против «Маккаби» из Тель-Авива.
1 июля 2023 года вернулся в «Сумгаит».

### Международная карьера
В январе 2012 года вызывался на учебно-тренировочный сбор молодёжной сборной Азербайджана в турецкой Анталье. Дебютировал за первую сборную Азербайджана 6 июня 2021 года в товарищеском мачте выездном матче против Молдавии.

## Достижения

### Командные
Чемпионат Азербайджана
- Бронзовый призёр (1):: 2020/21,

Кубок Азербайджана
- Финалист (2): 2018/19, 2020/21

## Статистика

### Клубная
| Сезон     | Чемпионат Азербайджана | Чемпионат Азербайджана | Чемпионат Азербайджана | Кубок Азербайджана | Кубок Азербайджана | Кубок Азербайджана | Лига Европы | Лига Европы | Лига Европы | Лига чемпионов | Лига чемпионов | Лига чемпионов | Кубок конференций | Кубок конференций | Кубок конференций | Всего | Всего | Всего |
| Сезон     | Игры                   | Голы                   | С.м.                   | Игры               | Голы               | С.м.               | Игры        | Голы        | С.м.        | Игры           | Голы           | С.м.           | Игры              | Голы              | С.м.              | Игры  | Голы  | С.м.  |
| --------- | ---------------------- | ---------------------- | ---------------------- | ------------------ | ------------------ | ------------------ | ----------- | ----------- | ----------- | -------------- | -------------- | -------------- | ----------------- | ----------------- | ----------------- | ----- | ----- | ----- |
| 2018/2019 | 21                     | -26                    | 5                      | 5                  | -5                 | 2                  | 0           | 0           | 0           | 0              | 0              | 0              | 0                 | 0                 | 0                 | 26    | -31   | 7     |
| 2019/2020 | 20                     | -32                    | 4                      | 2                  | 0                  | 2                  | 0           | 0           | 0           | 0              | 0              | 0              | 0                 | 0                 | 0                 | 20    | -32   | 6     |
| 2020/2021 | 18                     | -18                    | 10                     | 2                  | -2                 | 0                  | 1           | -2          | 0           | 0              | 0              | 0              | 0                 | 0                 | 0                 | 21    | -22   | 10    |
| 2021/2022 | 24                     | -24                    | 10                     | 3                  | 0                  | 3                  | 0           | 0           | 0           | 0              | 0              | 0              | 0                 | 0                 | 0                 | 27    | -24   | 13    |
| 2022/2023 | 0                      | 0                      | 0                      | 0                  | 0                  | 0                  | 0           | 0           | 0           | 0              | 0              | 0              | 1                 | -3                | 0                 | 1     | -3    | 0     |
| Всего     | 83                     | -100                   | 29                     | 12                 | -7                 | 7                  | 1           | -2          | 0           | 0              | 0              | 0              | 1                 | -3                | 0                 | 95    | -112  | 36    |

## Личная жизнь
Мехти женат. Жену зовут Сабина. Поженились в декабре 2013 года.